# Flying Saucer Attack
Flying Saucer Attack är en brittisk musikgrupp bildad 1993 i Bristol, England. Bandet bestod av David Pearce och Rachel Brook. Från 1997 har Pearce varit den enda fasta medlemmen.

## Diskografi
Studioalbum
- Flying Saucer Attack (1993)
- Further (1995)
- Distant Station (1996)
- Goodbye/And Goodbye/Whole Day (1997)
- New Lands (1997)
- Mirror (2000)
- Instrumentals 2015 (2015)

Singlar och EPs (urval)
- "Beach Red Lullaby" / "Second Hour" (1995)
- "Outdoor Miner" / "Psychic Driving" (1995)
- Sally Free & Easy (1996)

Livealbum
- In Search of Spaces (1996)

Samlingsalbum
- Distance (1994)
- Chorus (1996)
- Mort Aux Vaches (2000)
- PA Blues (2004)